# 那覇警察署
那覇警察署（なはけいさつしょ）は沖縄県那覇市与儀にある沖縄県警察管轄の警察署である。県内筆頭の大規模署であり、署長は警視正。管内の年間の110番指令件数は全国で最多であり、4万件を越える。

## 所在地
- 沖縄県那覇市与儀1-2-9（与儀公園の南側・与儀交差点南東角、なお那覇市与儀の郵便番号は902-0076）
- アクセス 那覇バスターミナルより系統番号30番・31番・33番・34番・35番・37番・38番・39番・40番・41番・46番・50番・51番・53番・54番・55番・83番・89番・100番・109番・112番に乗車。与儀十字路バス停下車、徒歩1分。

## 管轄区域
- 那覇市（小禄支所管内(那覇空港敷地内も含む)・山下町・奥武山町・垣花町を除く）
- 島尻郡久米島町・渡嘉敷村・座間味村・粟国村・渡名喜村・南大東村・北大東村

## 沿革

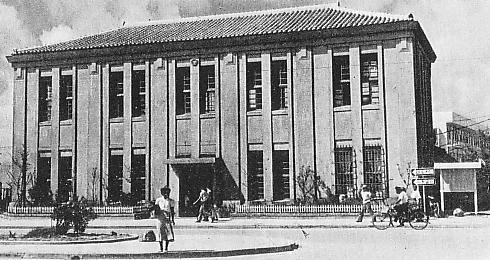
1955年頃の那覇警察署

- 1988年 那覇市泉崎（当時の県警本部横、現在のパレットくもじ向かい）から現在地（旧日本政府南方連絡事務所跡地）へ移転。なお現在の県庁前交差点（パレットくもじ前交差点ともいう）はこの年まで那覇署前交差点と呼んでいた。
- 1997年 那覇市小禄支所管内と山下・奥武山・垣花3町（エリア内には那覇空港も含まれる）、豊見城村（現・豊見城市）が豊見城警察署設置に伴い、管轄区域から外れる。(おおよそ那覇大橋・明治橋以南の地域)

## 警察署周辺
- 与儀公園
- 沖縄赤十字病院
- 那覇市中央公民館
  - 那覇市立中央図書館
- 那覇市保健所
- 那覇東郵便局（かつては琉球郵政庁、その後しばらくは沖縄郵政管理事務所がおかれていた）

## 交番・駐在所

### 那覇市
那覇地域（新都心も含む）
- 安謝交番（那覇市曙2丁目）
- 新都心北交番（那覇市安謝2丁目）
- おもろまち交番（那覇市おもろまち1丁目）
- 泊高橋交番（那覇市前島3丁目）
- 牧志交番（那覇市牧志3丁目）
- 県庁前交番（那覇市泉崎1丁目）
- 西武門（にしんじょう）交番（那覇市久米1丁目）

真和志地域
- 真嘉比交番（那覇市真嘉比2丁目）
- 安里交番（那覇市字安里）
- 三原交番（那覇市三原1丁目）
- 繁多川交番（那覇市繁多川1丁目）
- 識名交番（那覇市識名3丁目）
- 与儀交番（那覇市寄宮1丁目）
- 古波蔵交番（那覇市古波蔵1丁目）
- 国場交番（那覇市字仲井真）

首里地域
- 石嶺交番（那覇市首里石嶺町4丁目）
- 儀保交番（那覇市首里儀保町4丁目）
- 首里交番（那覇市首里当蔵町2丁目）

### 周辺離島
久米島
- 久米島交番（久米島町字大田）
- 久米島空港警備派出所（久米島町字北原）
- 儀間駐在所（久米島町字儀間）
- 謝名堂駐在所（久米島町字謝名堂）
- 仲村渠駐在所（久米島町字仲村渠）

粟国諸島
- 粟国駐在所（粟国島・粟国村字東）
- 渡名喜駐在所（渡名喜島・渡名喜村字渡名喜）

慶良間諸島
- 座間味駐在所（座間味島・座間味村字座間味）
- 渡嘉敷駐在所（渡嘉敷島・渡嘉敷村字渡嘉敷）

大東諸島
- 南大東駐在所（南大東島・南大東村字在所）
- 北大東駐在所（北大東島・北大東村字中野）

### かつて存在した交番、駐在所
- 樋川交番（那覇市樋川1丁目）
- 那覇港交番（那覇市通堂町）
- 前島交番（那覇市前島1丁目）
- 松山交番（那覇市松山1丁目）
- 仲泊駐在所（久米島町字仲泊）